# Az új-zélandi rögbiválogatott hakája
Az új-zélandi rögbiválogatott, ismertebb nevükön az All Blacks, minden nemzetközi meccsük előtt előad egy hakát, egy tradicionális maori harci táncot. Ugyanezt a szokást átvette más új-zélandi sportcsapat is, mint a rögbi ligacsapat-válogatott és a férfi kosárlabda-válogatott. Az év nagy részében a Ka mate-hakának nevezett táncot adják elő. A nemzetközi rögbi első évtizedeiben néha másfajta hakát adtak elő. 2005 óta időnként egy új hakát, a Kapa o Pango-t adják elő.

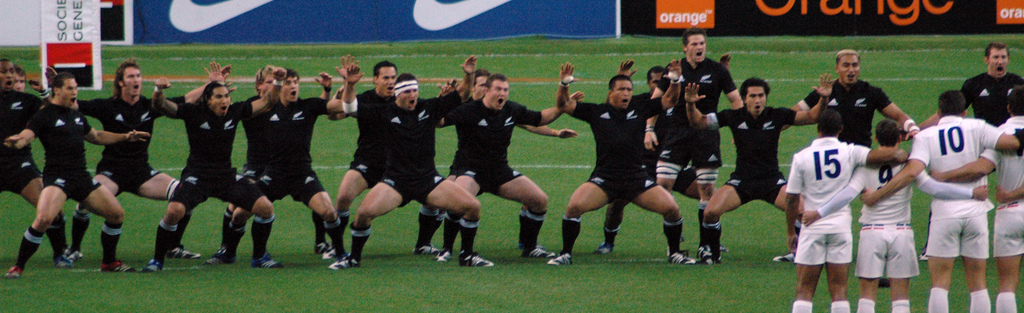
Az új-zélandi rögbiválogatott a Ka mate-hakát adja elő a francia válogatott játékosainak 2006 novemberében

## Története
Az első új-zélandi rögbiválogatott, amelyik tengeren túli tornára utazott, 1884-ben, Ausztráliával játszott nyolc meccset. Ekkor minden meccsük előtt a maori harci üvöltést vagy hakát adták elő.
Az 1888–1889-es évadban az új-zélandiak az Egyesült Királyság csapataival (azaz walesiekkel, skótokkal, angolokkal, írekkel) csaptak össze. A gyarmatok közül Új-Zéland volt az első, akik így tettek. Eredetileg az volt a terv, hogy csak maori játékosok szerepelnek majd a válogatottban, végül négy nem maori is szerepet kapott a csapatban. Első meccsükön, 1888. október 3-án Surrey csapata ellen egy hakát adtak elő, az Ake ake kia kaha kezdetűt. Ez nem azonos a ma ismert Ka mate-hakával. Később azt találták ki, hogy minden meccs előtt előadják a hakát, maori harci díszbe öltözve.
A Ka mate-haka ekkoriban még nem volt nagyon ismert. 1900-ban egy újság azt írta, hogy új-zélandi katonák a búr háborúban a Ka mate! Ka Mate! Ka ora! Ka ora! Hae-haea! Ha! (maori: „Meghalok! Meghalok! Élek! Élek!”) kiáltással indultak harcba. A katonák – szemben az eredeti jelentéssel – azt hitték, azt kiáltják: Öld meg! Darabold fel! Kaszabold!
Az 1901-es Royal Tour-on Rotoruán Cornwall hercegének köszöntéseképpen Ngati Kahungunu törzsfő harcosai felelevenítették a Ka Mate-hakát. Az újságok kinyomtatták a haka szövegét is, a pontos maori szavakkal és azok fordításával. Filmfelvétel is készült a haka előadásáról. A Ka mate-haka egész Új-Zélandon ismert és kedvelt lett.
Mindazonáltal 1903-ban, amikor az új-zélandi válogatott Ausztrália ellen lépett pályára, nem ezt, hanem a Tena Koe Kangaroo-hakát üvöltötték.
1905-ben járt először az új-zélandi válogatott Angliában. Ez volt az első alkalom, amikor a válogatottra All blacks-ként hivatkoztak (fekete szerelésük miatt). Ezt az első igazi válogatottal Originals-nak is nevezték. Nem biztos, hogy minden meccs előtt előadták a hakát, annyi bizonyos, hogy a Skócia és a Wales elleni meccsek előtt előadták a Ka matét. a walesiek erre úgy válaszoltak, hogy elénekelték a walesi himnuszt.
Amikor az új-zélandi katonai csapat Walesszel játszott 1916-ban, a programfüzetben a Ka mate szavak is megtalálhatók voltak.
Az 1924–1925-ös évad új-zélandi válogatottja, amelyik az Egyesült Királyság, Írország, Franciaország és Kanada csapatai ellen játszott, a Legyőzhetetlenek becenevet kapta, minden meccsük előtt előadták azt a hakát, amit az odautazásuk során írt Frank Acheson és Wiremu Rangi. A hakát a sztárjátékos George Nepia (1905–1986) vezette. Két találkozót leszámítva minden meccs előtt előadták, a két kihagyott alkalom miatt kritizálták is a válogatottat.
A meccsek előtti hakát nem adta elő mindig a válogatott. Az 1935–1936-os angliai játékok alatt nem adták elő, helyette más előadással léptek fel. Hazai pályán kezdetekben nem volt haka, csak nagyon ritkán, mint pl. 1921-ben Wellingtonban.

## Ka mate
Úgy vélik, hogy az új-zélandi válogatott első ízben 1906-ban adta elő a Ka mate-hakát. A hakáról úgy tartják, hogy a Ngāti Toa-ból való Te Rauparaha (?1760–1849) törzsfőnök írta, megemlékezve arról, hogyan menekült meg a halál torkából 1810-ben. Az ellenségei által üldözve egy nő szoknyája alatt bújt el egy élelmiszertároló üregben. Kimászott onnan, hogy megtalálja azt, aki fenyegeti, de az ellensége, ahelyett, hogy megölte volna, a barátja lett. Te Rauparaha története számos történetben felbukkant.

### Előadása
A haka általában öt instrukcióval kezdődik, amit a vezető üvölt. Aztán a csapat követi őt.
| Vezető:   | Ringa pakia!                     |  | Üsd a tenyered a combodhoz!                        |
|           | Uma tiraha!                      |  | Nyomd ki a mellkasod.                              |
|           | Turi whatia!                     |  | Hajlítsd a térded!                                 |
|           | Hope whai ake!                   |  | Kövesse a csípőd is!                               |
|           | Waewae takahia kia kino!         |  | Üsd a talpad a földhöz, amilyen erősen csak tudod! |
|           |                                  |  |                                                    |
| Vezető:   | Ka mate, ka mate                 |  | Meghalok, meghalok                                 |
| A csapat: | Ka ora' Ka ora'                  |  | Élek, élek                                         |
| Vezető:   | Ka mate, ka mate                 |  | Meghalok, meghalok                                 |
| A csapat: | Ka ora Ka ora "                  |  | Élek, élek,                                        |
| Mindenki: | Tēnei te tangata pūhuruhuru      |  | Ez az a szőrös ember                               |
|           | Nāna i tiki mai whakawhiti te rā |  | ...aki miatt újra ragyog rám a nap                 |
|           | Upane... Upane                   |  | Fel a létrán, fel a létrán                         |
|           | Upane Kaupane"                   |  | Fel a tetejére                                     |
|           | Whiti te rā,!                    |  | Süt a nap!                                         |
|           | Hī!                              |  | Ragyogj!                                           |

## Tena Koe Kangaroo – 1903
1903 júliusában, amikor az új-zélandi játékosok Wellingtonban gyűltek össze az ausztráliai turné előtt, az Evening Post azt írta: Egy egyedülálló ajándékot készített az új-zélandi csapat számára Mr C. Parata. Ez a következő harci üvöltést tartalmazza:
| Tena koe, Kangaroo         | Hogy vagytok, kenguruk!  |
| Tupoto koe, Kangaroo!      | Vigyázzatok, kenguruk!   |
| Niu Tireni tenei haere nei | Új-Zéland leigáz titeket |
| Au Au Aue a!               | Jaj jaj jaj nektek!      |

A Post tudósítója szerint először július 13-án hétfőn adták elő. Az új-zélandiak tíz meccsen léptek pályára (10 győzelem, 0 veszteség, 276-13 pontkülönbséggel), a hakát minden meccse előtt előadták.

## Ko Niu Tireni – 1924
Az 1924–1925-ös évad során a Legyőzhetetlenek ezt a hakát használták. Ezt Wiremu Rangi és Frank Acheson írta az odaút során. Két versszaka volt, de a másodikat (Állítsd ki néhány kedvenc csapatod, és játsszunk egymással barátságban) a későbbi meccseken kihagyták.

### AKo Niu Tirenielső versszaka, az 1925-ös fordítással
|                               |                                                  |
| Kia whakangawari au i a hau   | Készítsük magunkat a harcra                      |
| I au-e! Hei!                  | (A készenlét hangja)                             |
| Ko Niu Tireni e haruru nei!   | Az új-zélandi vihar ki fog törni                 |
| Au, Au, aue hā! Hei!          | (A kitörő vihar hangja)                          |
| Ko Niu Tireni e haruru nei!   | Az új-zélandi vihar egyre hevesebb               |
| Au, Au, aue hā! Hei!          | (A vihar erejének hangja)                        |
| A ha-ha!                      |                                                  |
| Ka tū te ihiihi               | Félelem nélkül kell kiállnunk                    |
| Ka tū te wanawana             | Lélekben felemelkedve kell kiállnunk             |
| Ki runga ki te rangi,         | A mennyekig kell felmásznunk                     |
| E tū iho nei, tū iho nei, hī! | El kell érnünk a csúcsot, a legvégső magasságot. |
| Au! Au! Au!                   |                                                  |

A Swansea-ben lévő ötödik meccsen a walesiek 40 000 néző előtt a Cwm Rhondda, Sospan Fach kezdetű nemzeti himnusszal, majd az angol himnusszal válaszoltak a Nepia által vezetett vad kántusokra.

## Kapa o Pango – 2005
A dél-afrikaiak elleni 2005. augusztus 28-i Tri Nations-meccs előtt az új-zélandiak váratlanul egy új hakát mutattak be, a Kapa o Pango-t, Tana Umaga csapatkapitány nagyon terjedelmes és agresszív irányításával. Az Új-Zélandon tartott 2006-os Tri Nations-szön Ausztrália ellen nem csak a hakát mutatták be, de maori hauora festés is volt a játékosok szív- és tüdőtáján. 2007-re módosult kicsit a haka koreográfiája (a bal csípőtől a jobb vállig lendítik a jobb kart), majd a franciák és a dél-afrikaiak ellen be is vetették.

### AKapa o Pangoszövege
| Kapa o Pango kia whakawhenua au i ahau!            | Feketék, legyünk egyek a földdel    |
| Hī aue, hī!                                        |                                     |
| Ko Aotearoa e ngunguru nei!                        | Ez a mi földünk, ami dübög          |
| Au, au, aue hā!                                    | Ez az én időm, ez az én pillanatom! |
| Ko Kapa o Pango e ngunguru nei!                    | Ez Feketéknek hívat el minket       |
| Au, au, aue hā!                                    | Ez az én időm, ez az én pillanatom! |
| I āhahā!                                           |                                     |
| Ka tū te ihiihi                                    | Dominanciánk                        |
| Ka tū te wanawana                                  | Felsőbbségünk győzni fog            |
| Ki runga ki te rangi e tū iho nei, tū iho nei, hī! | És magasra fog helyeződni           |
| Ponga rā!                                          | Ezüst páfrány!                      |
| Kapa o Pango, aue hī!                              | Feketék!                            |
| Ponga rā!                                          | Ezüst páfrány!                      |
| Kapa o Pango, aue hī, hā!                          | Feketék!                            |

## Más csapatok hakája

Rögbijátékosok hakája Londonban

Már sportágak csapatai is átvették a meccs előtti haka rítusát Új-Zélandon. A rögbiliga csapata és a férfi kosárlabda-válogatott. A New Zealand Maori rögbiklub 2001 óta a Timatanga-hakát használja. Amikor az ír Munster csapata fogadta az új-zélandiakat, a Munster csapat négy új-zélandi játékosa mutatott be hakát. 2009-ben az új-zélandi jégkorong-válogatott mutatott be hakát.
A haka ismertségének hatására az óceániai hasonló harci táncokat (úgymint a cibit, a kailaot és a siva tau-t) is hakának szokták nevezni.
Számos más óceániai csapat próbálta meg a Ka mate vagy a Kapa o Pango-hakákat utánozni, nem a legjobban. A Hawaii Egyetem csapata 2006-ban maga is alkotott egy harci táncot, amit a (maorival rokon) hawaii nyelven ha'a néven neveztek.

## Külső hivatkozások
- The 2003 Schools Kapa Haka Nationals held at Hopuhopu November 28, 29 Nga Whakataetae Kapa Haka o te Motu mo nga Kura Tuatahi, Waikato 2003.
- Words and history of the Ka Mate
- Origins of Kapa o Pango
- Words and history of Ko Niu Tireni
- The haka in Finnegan's Wake[halott link]
- All Blacks Official site on the Haka (with several videos)
- History of the All Black Haka
- Te Rauparaha and "Ka Mate"